# A la mie
A la mie è un dipinto a olio su cartone (53,5x68 cm) di Henri de Toulouse-Lautrec, databile al 1891 e conservato nel Museum of Fine Arts di Boston.

## Storia e descrizione
Esposto al Salon des Indépendants nel 1891, è l'espressione di un momento di vita proletaria, anche se osservato più attentamente cela molte trovate del "naturalismo" di Lautrec.
L'uomo al tavolino è Maurice Guibert, un commerciante di champagne, in questo caso ritratto come un borghese in decadenza. È in compagnia di una donna "equivoca" la cui identità non è stata identificata.
L'opera sembra risentire del dipinto "Les Buveurs d'absynte" (I Bevitori d'assenzio) di Jean-François Raffaëlli ed esposta alla mostra degli impressionisti del 1881 e nel 1884 alla sua mostra personale.
Nell'angolo di una taverna i due avventori hanno da poco consumato la colazione su una scarna tavola di ferro.
Balza subito all'occhio lo squallore dell'ambiente e lo sguardo d'attesa dei personaggi. Il colore determina lo stato d'animo dei personaggi, è quasi un'interpretazione espressionista.
Lautrec dopo aver composto la scena di Guibert e della donna, fece scattare una fotografia come promemoria che utilizzò in seguito durante la creazione del dipinto. La fotografia è stata pubblicata nel 1931 sul numero 4 de L'Amour de l'Art.
Questo spiega come spesso le opere di Lautrec che sembrano create di getto e spontanee siano frutto di un accurato studio preparatorio.

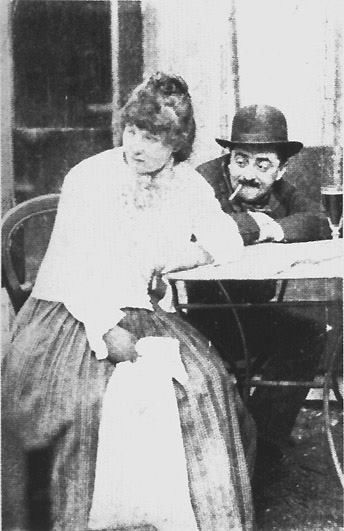
Fotografia del 1891 ca, riprodotta su "L'Amour de l'Art", n.4, aprile 1931, utilizzata da Lautrec come soggetto del dipinto